# Mauro Racca
Mauro Racca (Turín, 3 de abril de 1912-Padua, 27 de abril de 1977) fue un deportista italiano que compitió en esgrima, especialista en la modalidad de sable.
Participó en dos  Juegos Olímpicos de Verano en los años 1948 y 1952, obteniendo dos medallas, plata en Londres 1948 y plata en Helsinki 1952. Ganó seis medallas en el Campeonato Mundial de Esgrima entre los años 1938 y 1953.

## Palmarés internacional
| Juegos Olímpicos   | Juegos Olímpicos          | Juegos Olímpicos | Juegos Olímpicos  |
| Año                | Lugar                     | Medalla          | Prueba            |
| ------------------ | ------------------------- | ---------------- | ----------------- |
| 1948               | Londres (Reino Unido)     | Medalla de plata | Sable por equipos |
| 1952               | Helsinki (Finlandia)      | Medalla de plata | Sable por equipos |
| Campeonato Mundial |                           |                  |                   |
| Año                | Lugar                     | Medalla          | Prueba            |
| 1938               | Pieštany (Checoslovaquia) | Medalla de oro   | Sable por equipos |
| 1947               | Lisboa (Portugal)         | Medalla de oro   | Sable por equipos |
| 1949               | El Cairo (Egipto)         | Medalla de oro   | Sable por equipos |
| 1950               | Montecarlo (Mónaco)       | Medalla de oro   | Sable por equipos |
| 1951               | Estocolmo (Suecia)        | Medalla de plata | Sable por equipos |
| 1953               | Bruselas (Bélgica)        | Medalla de plata | Sable por equipos |